# Robert Lischke
Robert Lischke (* 29. května 1966, Praha) je český lékař, univerzitní profesor specializující se v hrudní chirurgii, přednosta III. chirurgické kliniky 1. LF UK a FN Motol; je vedoucím Národního programu transplantace plic pro Českou a Slovenskou republiku, Pneumoonkochirurgického centra FN Motol a Centra kardiovaskulární, thorako-abdominální a transplantační chirurgie FN Motol.

## Život
Po studiu 1. lékařské fakulty UK získal v letech 1994 a 1999 atestace 1. a 2. stupně z chirurgie, šest let nato atestaci z hrudní chirurgie a onkochirurgie. Vedení III. chirurgické kliniky 1. LF UK a FN Motol převzal po svém předchůdci Pavlu Pafkovi roku 2010; v roce 2012 byl jmenován profesorem chirurgie.
Je místopředsedou Společnosti pro orgánové transplantace ČLS JEP a předsedou Sekce hrudní chirurgie České chirurgické společnosti ČLS JEP.
Mezi jeho odborné specializace patří hrudní chirurgie – transplantace plic, chirurgie plic a dýchacích cest, hrudní stěny a mediastina, chirurgie jícnu a chirurgická léčba sarkomů měkkých tkání.
Jako 11letý hrál hlavní dětskou roli ve filmu Stíny horkého léta(1977) režiséra Františka Vláčila..